# Erick Acevedo
Erick Vinicio Acevedo (20 settembre 1980) è un ex giocatore di calcio a 5 guatemalteco.

## Carriera
Con la nazionale guatemalteca ha disputato, tra il 2000 e il 2013, 112 incontri internazionali e realizzato 65 reti. Oltre ad aver partecipato a tre Mondiali, il miglior traguardo raggiunto da Acevedo è la vittoria del CONCACAF Futsal Championship 2008.